# ادونچر بی، تاسمانی
ادونچر بی (به انگلیسی: Adventure Bay) یک شهرک در استرالیا است که در تاسمانی واقع شده‌است.